# Victor Brants

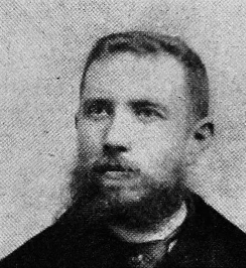
Victor Brants

Victor Léopold Jacques Louis Brants (Antwerpen, 23 november 1856 – Leuven, 28 april 1917) was een Belgisch hoogleraar, historicus, socioloog en economist.

## Levensloop
De jonge Brants studeerde in Leuven na zijn humaniora aan het Sint-Jozefscollege te Aalst. Hij werd al in 1878 docent en in 1888 hoogleraar aan de Katholieke Universiteit Leuven, waar hij geschiedenis, wetgeving, financies en economie doceerde.
Op het gebied van de sociologie was hij een volgeling van Frédéric Le Play. Hij stichtte de Société belge d'économie sociale. Hij interesseerde zich ook voor het arbeidersvraagstuk en voor de ontwikkeling van een sociale wetgeving.
Binnen de universiteit zette hij de beweging van sociaal christendom verder, die was ingezet door zijn vriend en voorganger Charles Périn, discipel van Lamennais.
Als hoogleraar was hij polyvalent en bracht disciplines samen bij het bestuderen van de staathuishoudkunde en de sociale economie, de kredietmechanismen, de sociale wetgeving en de geschiedenis.
Brants heeft veel studie gewijd aan de regeringsperiode van de aartshertogen Albrecht en Isabella, en er over gepubliceerd. Hij was ook een van de gangmakers van de Koninklijke Commissie voor de uitgave van oude wetten en ordonnanties in de Nederlanden.
Hij situeerde de universiteit van Leuven, in de geschiedenis die hij er aan wijdde, als een doorlopend geheel dat zich uitstrekte vanaf de stichting in 1425 tot in zijn tijd, en beschouwde de Rijksuniversiteit Leuven als een onbelangrijke tussenschakel.
Hij was lid van de Koninklijke Academie van België.

## Publicaties
- Essai historique sur la condition des classes rurales en Belgique, jusqu'à la fin du XVIIIe siècle, Leuven, 1880.
- L'Economie politique au Moyen-Age: esquisse des théories économiques professées par les écrivains des XIIIe et XIVe siècles, Parijs, 1881.
- De la condition du travailleur libre dans l'industrie athénienne, Gent, 1883.
- Lois et méthode de l'économie politique, Leuven, 1883.
- La lutte pour le pain quotidien, Leuven, 1888.
- La circulation des hommes et des choses, Leuven, 1892.
- Le régime corporatif au XIXe siècle dans les états Germaniques: étude de législation sociale comparée, Leuven, 1894.
- L'université de Louvain. Coup d'œil sur son histoire et ses institutions, 1425-1900, Brussel, 1900.
- Les grandes lignes de l'économie politique, Leuven, 1901.
- L’autonomie internationale de la Belgique sous les archiducs Albert et Isabelle (1598-1621), Mâcon, 1901
- La petite industrie contemporaine, Parijs, 1902.
- La faculté de droit de l'Université de Louvain à travers cinq siècles (1426-1906), esquisse historique, Leuven, 1906.
- Charles Périn. Notice sur sa vie et ses travaux, imp. J. Van Linthout, Leuven, 1906.
- La lutte contre l'usure dans les lois modernes, Parijs, 1907.
- Recueil des ordonnances des Pays-Bas. Règne d'Albert et Isabelle: 1597-1621, Brussel, 2 volumes, 1909-1912.
- La Belgique au XVIIe siècle. Albert et Isabelle: études d'histoire politique et sociale, Leuven, 1910.
- Albert et Isabelle, Leuven, 1910.
- Les ordonnances monétaires du XVIIe siècle. Albert et Isabelle, Philippe IV et Charles II, Brussel, 1914.